# Lucius Titinius Glaucus Lucretianus
Lucius Titinius Glaucus Lucretianus (vollständige Namensform Lucius Titinius Luci filius Galeria Glaucus Lucretianus) war ein im 1. Jahrhundert n. Chr. lebender Angehöriger des römischen Ritterstandes (Eques). Durch drei Inschriften, die in Luna gefunden wurden, ist seine Laufbahn bekannt.
Titinius Glaucus übte zunächst folgende Ämter in seiner Heimatstadt Luna aus: er war drei Mal Duumvir, wurde danach durch die Gunst von Claudius (41–54) zum quinquennalis gewählt (quinquennalis primus creatus beneficio divi Claudii) und trat zuletzt an Stelle von Nero (54–68), der in den Magistrat von Luna gewählt wurde, das Amt als Praefectus an (praefectus Neronis Claudi Caesaris Augusti). Darüber hinaus wurde er Patron in seiner Heimatstadt (patronus coloniae).
Danach übernahm er in Rom weitere ehrenvolle Ämter: er war sevir equitum Romanorum, übernahm die religiöse Funktion des Curio (curio sacrorum faciundorum) und wurde Praefectus fabrum eines Konsuls. In Luna wurden ihm zwei Aufgaben als Priester (Flamen) übertragen (flamen Romae et Augustorum). Das zweite Priesteramt erreichte er durch das Wohlwollen des Kaisers (flamen Augusti beneficio Caesaris creatus).
Im Anschluss übte Titinius Glaucus folgende Funktionen (in dieser Reihenfolge) aus: er war Tribunus militum in der Legio XXII Primigenia, die ihr Hauptlager in Mogontiacum im Heeresbezirk Germania superior hatte, wurde als Praefectus vom Statthalter der Provinz Hispania Tarraconensis auf die Balearen entsandt (praefectus pro legato insularum Baliarum) und war zuletzt Tribunus militum in der Legio VI Victrix, die zu diesem Zeitpunkt in Hispania Tarraconensis stationiert war.
Titinius Glaucus war in der Tribus Galeria eingeschrieben und stammte aus Luna. Ziegel, die mit seinem Namen gestempelt sind, wurden in der Nähe von Luna und weiteren Orten gefunden. In Luna ist ein Lucius Titinius Petrinianus durch eine Inschrift belegt; bei ihm handelt es sich möglicherweise um einen Vorfahren von Titinius Glaucus.

## Inschriften
Die Laufbahn von Titinius Glaucus ist in den Inschriften unterschiedlich wiedergegeben. In jeder der beiden vollständig erhaltenen Inschriften sind Funktionen aufgeführt, die in der jeweils anderen Inschrift nicht enthalten sind; die Laufbahn muss daher durch Vergleich der beiden Inschriften zusammengesetzt werden.
Die älteste der drei Inschriften ist nur in Bruchstücken erhalten. Aus ihnen geht aber hervor, dass er zunächst drei Mal Duumvir war und danach quinquennalis wurde (IIvir III quinquennalis), während in den beiden vollständig erhaltenen Inschriften IIvir IIII steht. Er wurde daher Duumvir zum vierten Mal, nachdem er zuvor quinquennalis war. Diese Inschrift wird bei der Epigraphik-Datenbank Clauss-Slaby (EDCS) auf 54/63 datiert.
Die zweite Inschrift ist Poppaea Sabina, Nero und deren gemeinsamer (bereits verstorbener) Tochter gewidmet. In dieser Inschrift sind seine Ämter in der folgenden Reihenfolge angegeben: duovir IIII, quinquennalis primus creatus beneficio divi Claudii, praefectus Neronis Claudi Caesaris Augusti, patronus coloniae, sevir equitum Romanorum, curio sacrorum faciundorum, flamen Romae, flamen Augusti beneficio Caesaris creatus, tribunus militum legionis XXII Primigeniae und praefectus insularum Baliarum. Diese Inschrift wird bei der EDCS in das Jahr 63 datiert.
Die dritte Inschrift ist der (bereits verstorbenen) Poppaea und Nero gewidmet. In dieser Inschrift sind seine Ämter in der folgenden Reihenfolge angegeben: flamen Romae et Augustorum, IIvir IIII, patronus coloniae, sevir equitum Romanorum, curio, praefectus fabrum consulis, tribunus militum legionis XXII Primigeniae, praefectus pro legato insularum Baliarum und tribunus militum legionis VI Victricis. Diese Inschrift wird bei der EDCS in das Jahr 65 datiert.
In Luna wurde noch eine weitere Inschrift mit seiner Laufbahn gefunden, die aber nur bruchstückhaft erhalten ist.

## Datierung
Ségolène Demougin datiert die einzelnen Stationen seiner Laufbahn wie folgt: quinquennalis wahrscheinlich am Ende der Regierungszeit von Claudius, Tribunus in der Legio XXII Primigenia vor 63, Praefectus auf den Balearen von 63 bis 65 und Tribunus in der Legio VI Victrix im Jahr 66.